# Cleora epiclithra
Cleora epiclithra là một loài bướm đêm trong họ Geometridae.